# 科羅海

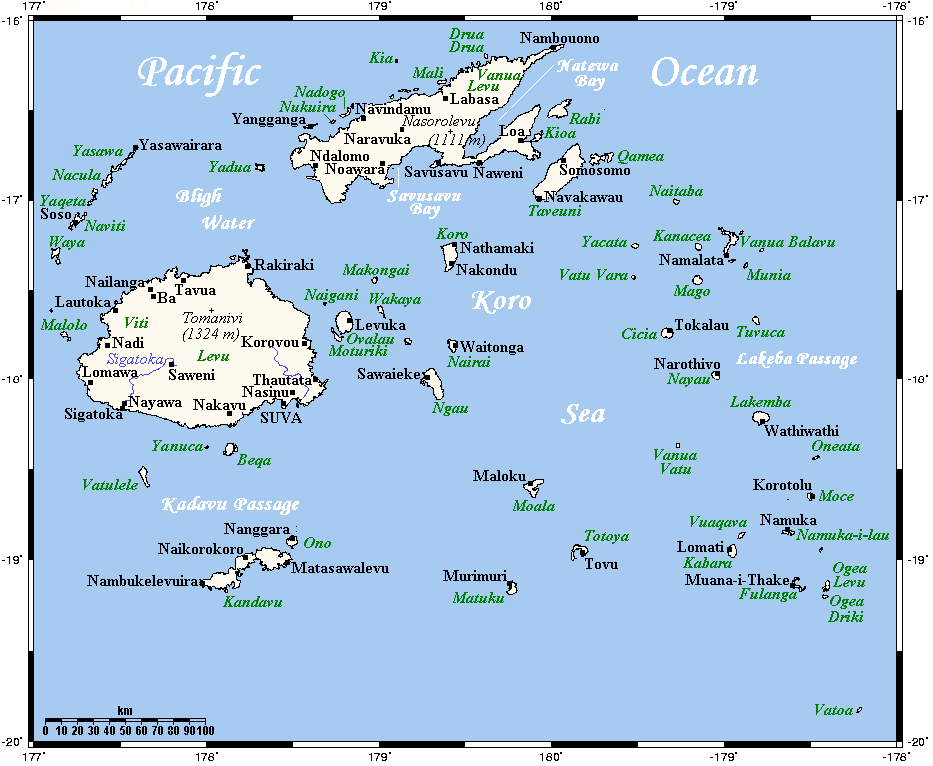

科羅海是位於太平洋島國斐濟的海，取命自科羅島，該海四周被斐濟群島環繞，東面是拉烏群島的維提島，北面是瓦努阿島。
18°S 180°E / 18°S 180°E